# Erepsia oxysepala
Erepsia oxysepala är en isörtsväxtart som först beskrevs av Rudolf Schlechter, och fick sitt nu gällande namn av L. Bol. Erepsia oxysepala ingår i släktet Erepsia och familjen isörtsväxter. Inga underarter finns listade i Catalogue of Life.